# Alfred Radcliffe-Brown
Pour les articles homonymes, voir Radcliffe et Brown.
Alfred Reginald Radcliffe-Brown (Birmingham, 17 janvier 1881 - Londres, 24 octobre 1955) est un anthropologue et ethnographe britannique. Il participe à la fondation de la tradition britannique de l'anthropologie sociale en opposition à l'ancienne ethnologie évolutionniste. Se positionnant dans l'héritage d'Émile Durkheim, il développe une théorie structuro-fonctionnaliste du social qui s'opposera au fonctionnalisme de Bronislaw Malinowski dans les premiers temps de l'anthropologie sociale britannique.

## Biographie
Né en Angleterre, à Birmingham en 1881, Radcliffe-Brown suit des études de philosophie, de psychologie, d'économie et de sciences naturelles au Trinity College de Cambridge d'où il sort avec un diplôme de sciences morales et de l'esprit. Pendant cette période il fut influencé par la pensée de Kropotkine, notamment par son ouvrage d'exil L'Entraide, démontrant que la sélection naturelle des espèces qui prospèrent le mieux ont tendance à être celles qui coopèrent le plus efficacement, se distinguant du darwinisme social selon laquelle la survie d'une espèce résulterait de la compétition. Il se tourne alors vers la sociologie comparative et l'ethnologie. Dès 1906 et jusqu'à 1908, il effectue une enquête ethnographique aux îles Andaman. Il pratique ainsi l'étude de terrain une dizaine d'années avant la théorisation de l'observation participante par Bronislaw Malinowski. Avec le matériel accumulé lors de cette première expérience, il publiera une monographie en 1922 intitulée The Andaman Islanders.
Il repart de 1910 à 1913, cette fois-ci en Australie occidentale où il étudie les systèmes et typologie de parentés et l'organisation sociale des Aborigènes de la région. De cette nouvelle expérience ethnographique, il tirera sa seconde monographie : The Social Organization of Australian Tribes en 1932. Ces travaux, en particulier sur la tribu des Kariera, furent cependant gravement remis en cause dans les années 1950 quand il s'avéra que Radcliffe-Brown n'avait jamais effectué d'enquête de terrain permettant de valider ses conclusions.
En 1916, il devient directeur de l'éducation dans le royaume de Tonga (Polynésie), puis il occupe de 1921 à 1925 la chaire d'anthropologie du Cap (Union sud-africaine). Il enseigne ensuite à Sydney de 1926 à 1931 et à Chicago de 1931 à 1937 avant d'occuper la chaire d'anthropologie sociale à l'université d'Oxford. Radcliffe-Brown aura alors un fort impact sur de nombreux anthropologues dont Meyer Fortes et Evans-Pritchard. Ce dernier lui succédera à la chaire d'Oxford en 1946.
Il se place dès le début dans le courant anti-évolutionniste et anti-historiciste. Sa préoccupation première est d'instaurer l'anthropologie sociale comme une science naturelle et théorique de la société, s'inspirant en cela grandement des analogies entre organismes biologiques et corps social que l'on retrouve chez des sociologues comme Émile Durkheim ou Herbert Spencer. La méthode se veut alors analytique, elle justifie les enquêtes de terrain, celles-ci doivent constituer le souci majeur de l'anthropologue.
Il suit en cela l'évolution, incarnée notamment par Evans-Pritchard, de la tradition théorique qu'il a insufflée en anthropologie sociale[réf. nécessaire].
Radcliffe-Brown définit la structure sociale comme étant un arrangement de personnes ayant entre elles des relations institutionnellement contrôlées ou définies. Il aborde aussi la notion de « fonction » à partir des travaux de Durkheim, en tant que relation qui existe entre la structure sociale et le processus de vie sociale.

## Publications
- The Andaman Islanders ; a study in social anthropology, 1922, site Internet Archive.
- The Social Organization of Australian Tribes, 1931.
- Structure and Function in Primitive Society, 1952.
  - (fr) Structure et fonction dans la société primitive, 1968
- Method in social anthropology, 1958.